# Dum spiro spero

Государственный герб Княжества Саравак (1846—1946), использующий данную фразу.

Этапы восприятия смерти

Dum spíro, spéro (с лат. — «Пока дышу — надеюсь») — фразеологический оборот, схожий с русским выражением «надежда умирает последней».
Эта фраза в разных интерпретациях встречалась у многих древних авторов. Например, у Цицерона в «Письмах к Аттику» (IX, 10, 3):
«Aegróto, dum ánima est, spés esse dícitur»

(«Пока у больного есть дыхание, говорят, что есть надежда»).
У Сенеки в «Нравственных письмах к Луцилию»(70, 6):
"Раньше ты умрёшь или позже — неважно, хорошо или плохо — вот, что важно. А хорошо умереть — значит избежать опасности жить дурно. По-моему, только о женской слабости говорят слова того родосца, который, когда его по приказу тирана бросили в яму и кормили, как зверя, отвечал на совет отказаться от пищи:

«Пока человек жив, он на всё должен надеяться»

(«Omnia homini, dum vivit, speranda sunt»)

пер. С.Ошерова.

Эта фраза также является лозунгом подводного спецназа — боевых пловцов ВМФ СССР (впоследствии России).
Присутствует на большой печати штата Южная Каролина, США и является его девизом. Среди людей, использовавших этот девиз, Карл I, король Англии; Сэр Джеймс Брук, раджа Саравака, и моряк торгового флота и капер, позже Королевский губернатор Багамских островов Вудс Роджерс.
Изменённый вариант этой фразы является девизом ангела Сперо в романе В. Пелевина «Любовь к трём цукербринам».